# Щитовиден игловръх
Щитовидният игловръх (Alyssum corymbosoides) е вид растения от семейство Кръстоцветни (Brassicaceae).
Таксонът е описан за пръв път от Едуард Форманек през 1896 година.